# Distretto di Ataquero
Il distretto di Ataquero è un distretto del Perù nella provincia di Carhuaz (regione di Ancash) con 1.498 abitanti al censimento 2007 dei quali 275 urbani e 1.223 rurali.
È stato istituito il 14 dicembre 1934.